# Carcinops tenella
Carcinops tenella är en skalbaggsart som först beskrevs av Wilhelm Ferdinand Erichson 1834.  Carcinops tenella ingår i släktet Carcinops och familjen stumpbaggar. Inga underarter finns listade i Catalogue of Life.